# Cornufer gigas
Espèce
Synonymes
- Batrachylodes gigas Brown & Parker, 1970

Statut de conservation UICN

 DD  : Données insuffisantes
Cornufer gigas est une espèce d'amphibiens de la famille des Ceratobatrachidae.

## Répartition
Cette espèce est endémique de l'île Bougainville en Papouasie-Nouvelle-Guinée dans l'archipel des îles Salomon. Elle se rencontre à 1 300 m d'altitude dans le sud de l'île.

## Description
Les femelles mesurent de 42,5 à 46 mm.

## Publication originale
- Brown & Parker, 1970 : New frogs of the genus Batrachylodes (Ranidae) from the Solomon Islands. Breviora, no 346, p. 1-31 (texte intégral).